# 广州购书中心

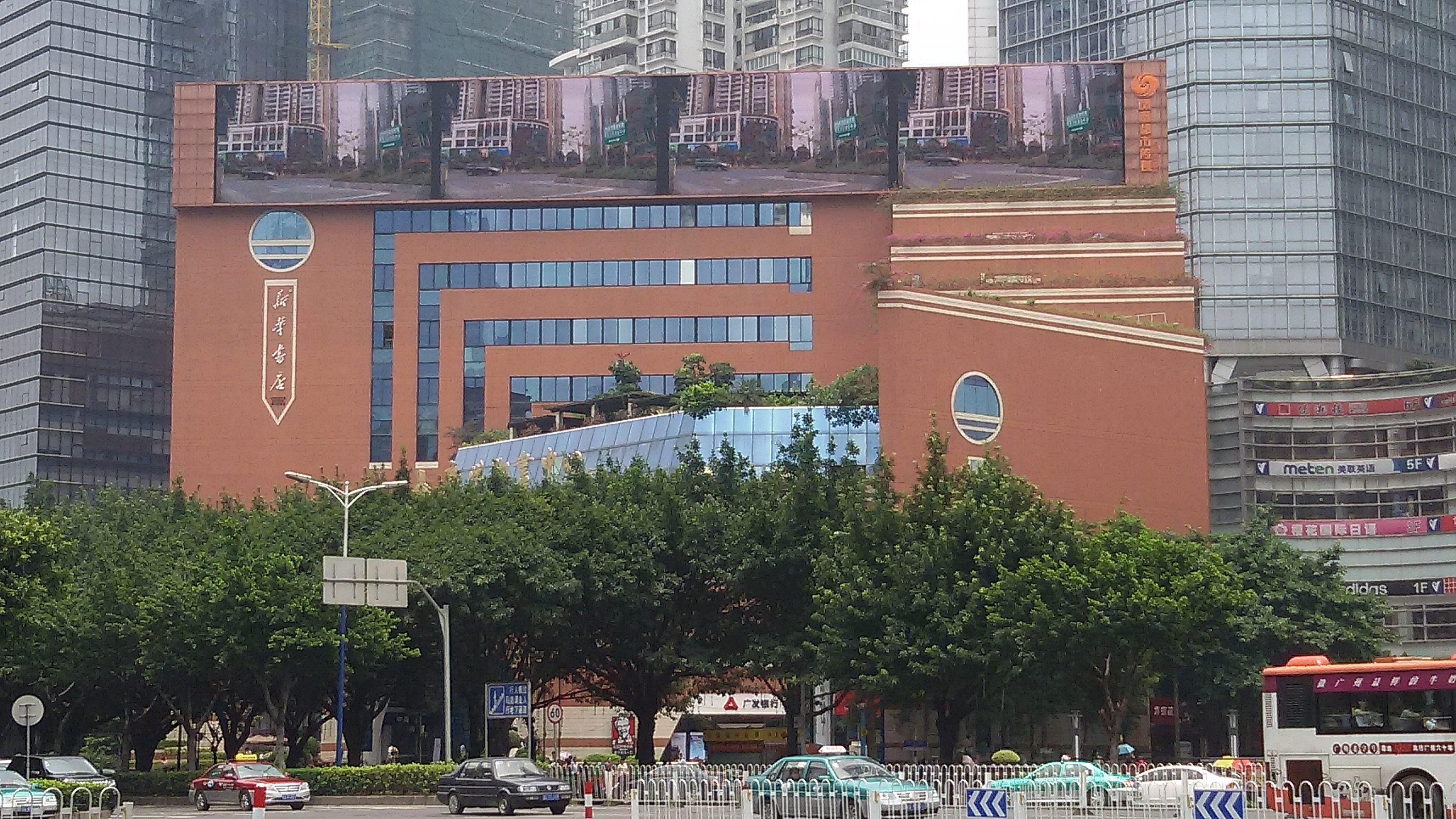
广州购书中心

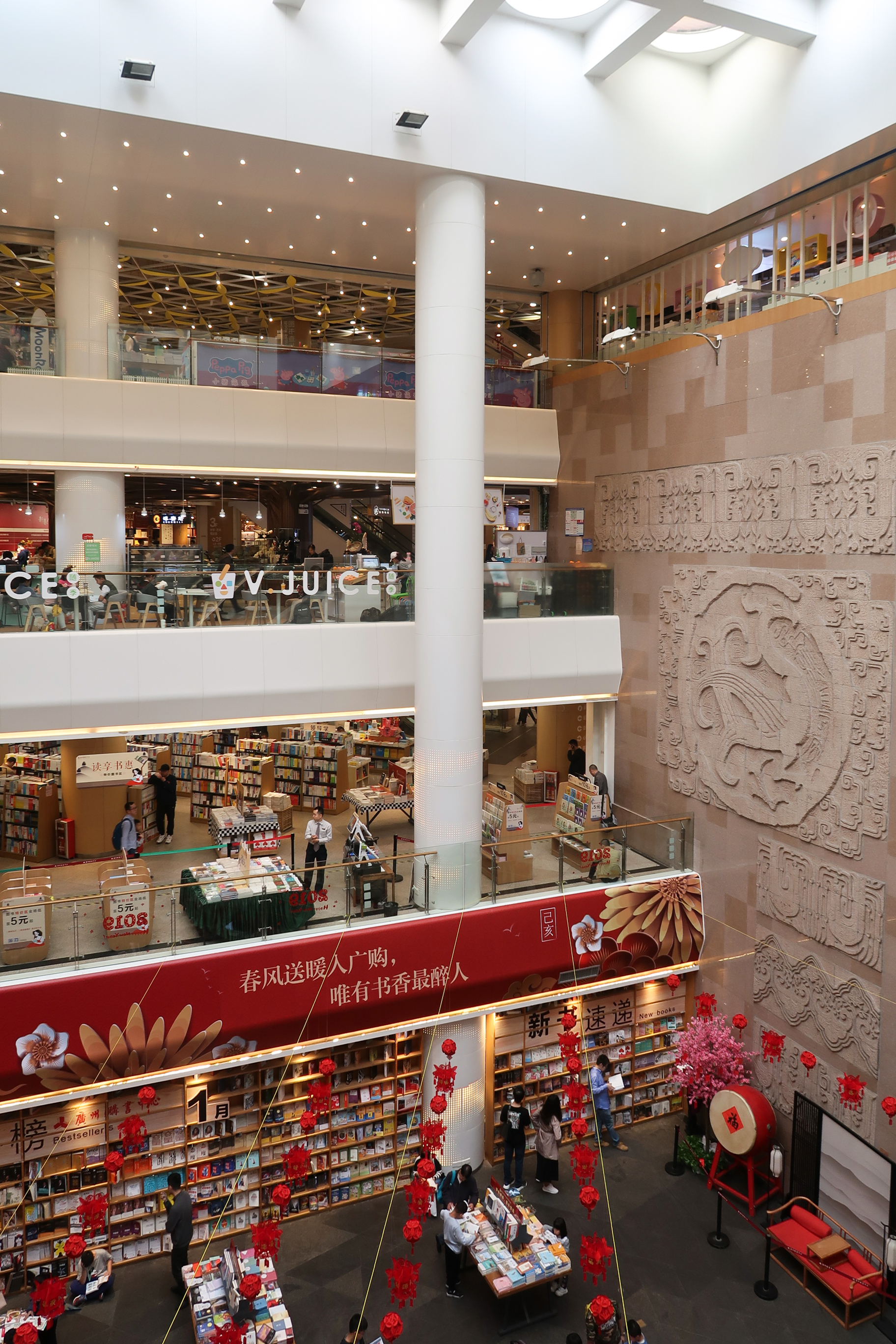
购书中心中庭

广州购书中心是中国广东省大型购书中心，隶属广州市新华书店集团公司，成立于1994年11月23日，位于天河区天河路123号。现时营业面积共1.8万平方米，主要经营图书、音像制品、电子出版物及文化用品为主。
广州购书中心旗下有三个分店，分别是黄埔分店和肇庆端州时代广场分店，以及位于天津市的天津天河城分店。

## 大事记
- 1994年11月23日，广州购书中心正式开业。
- 2014年9月9日起，广州购书中心各層陸續清場，準備裝修。[2]
- 2014年9月28日晚上8时，广州购书中心在正门举行了一个特别的闭馆纪念仪式，全面围蔽装修。
- 2015年2月17日，廣州購書中心重新開張。
- 2024年12月24日，广州市购书中心景区被评定为国家3A级旅游景区[3]。

## 裝修升級

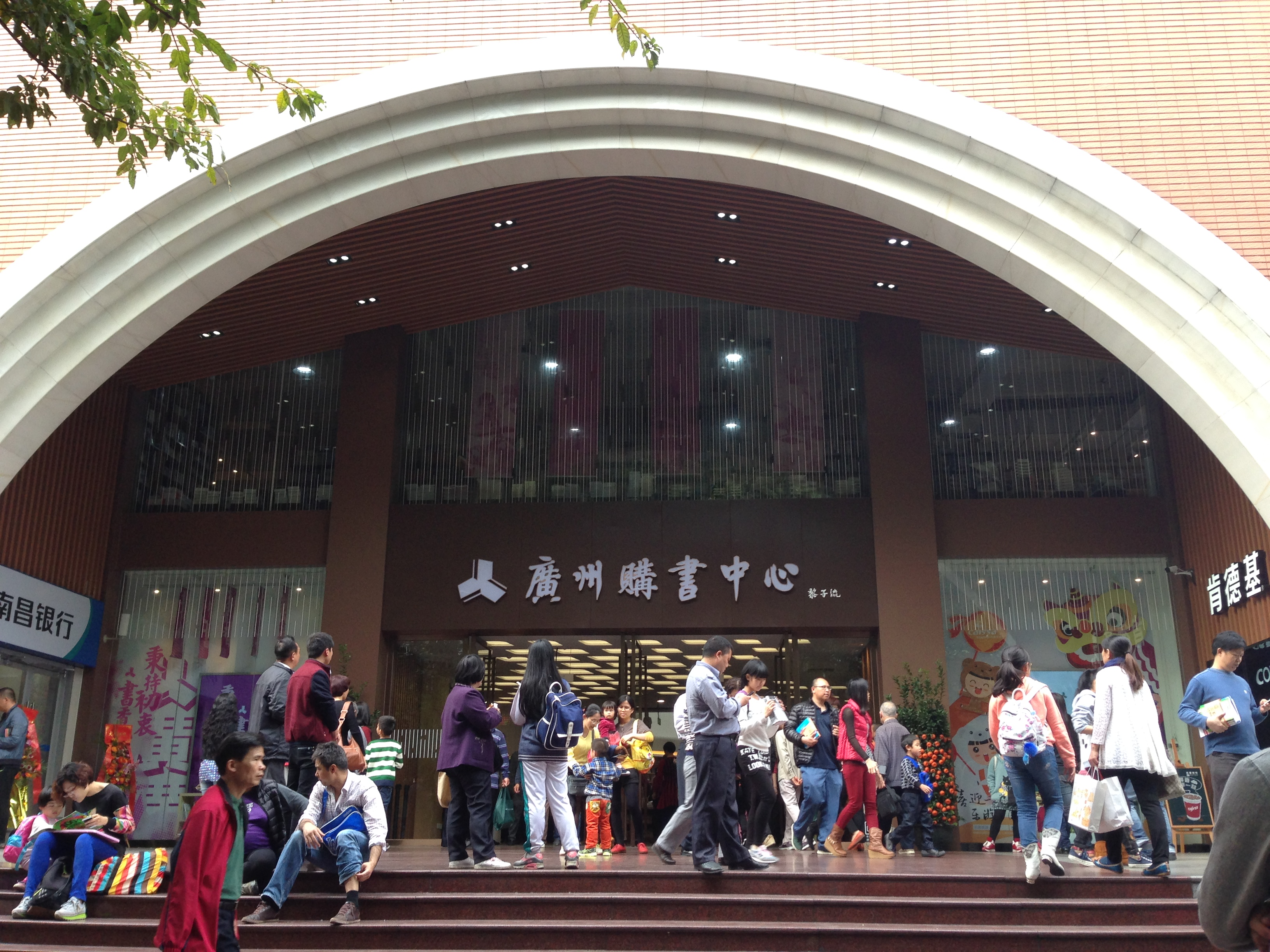
装修后的广州购书中心正门

广州购书中心自1994年11月23日开业以来，见证了广州城市的大繁荣大发展，曾被誉为“神州第一书城”，有人甚至认为“广州购书中心带动了天河区商业圈的繁荣，应列入广州文化圈的奇迹”。购书中心在2014年裝修前，即便遇到内部调整也未曾歇业过一天，本次装修升级是其开业20年来首次大规模调整。
9月10日，广州购书中心举行“广州购书中心升级改造新闻发布会”，据介绍，升级后广州购书中心定位是“城市文化生活中心”，將增设休闲区餐饮区，在負一層開設以經營外文書為主的300平方米24小時书店。
2014年9月28日起，购书中心正式閉館，装修将历时大约4个月，預定到2015年1月完成重新开业。作为装修期间的过渡，10月1日开始，天河体育中心东南广场（近体育中心南门，天河路北侧）會設置面积约6000平方米的临时卖场，名为「天河书香节」，直到装修工程完工为止。搬迁后的图书品种约为原广购品种的一半，基本集中保留各类热点书、新书和畅销书，其他经营品种将在广州购书中心网上书店经营。
廣州購書中心實際重新開張日期是在2015年2月17日，稍遲於原計劃。重開後的購書中心在春节期間提供非遗文化展等文化活动。

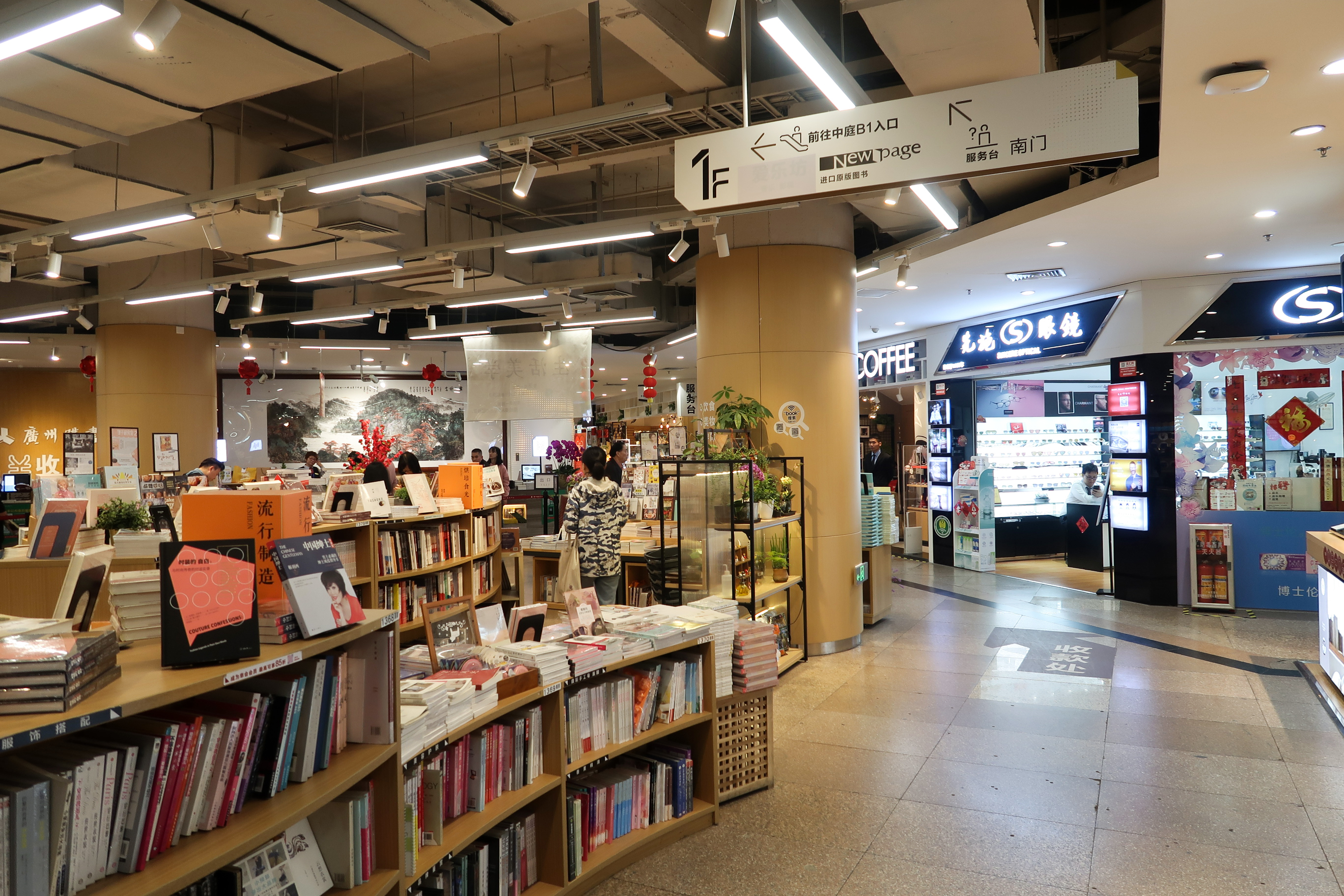
1樓
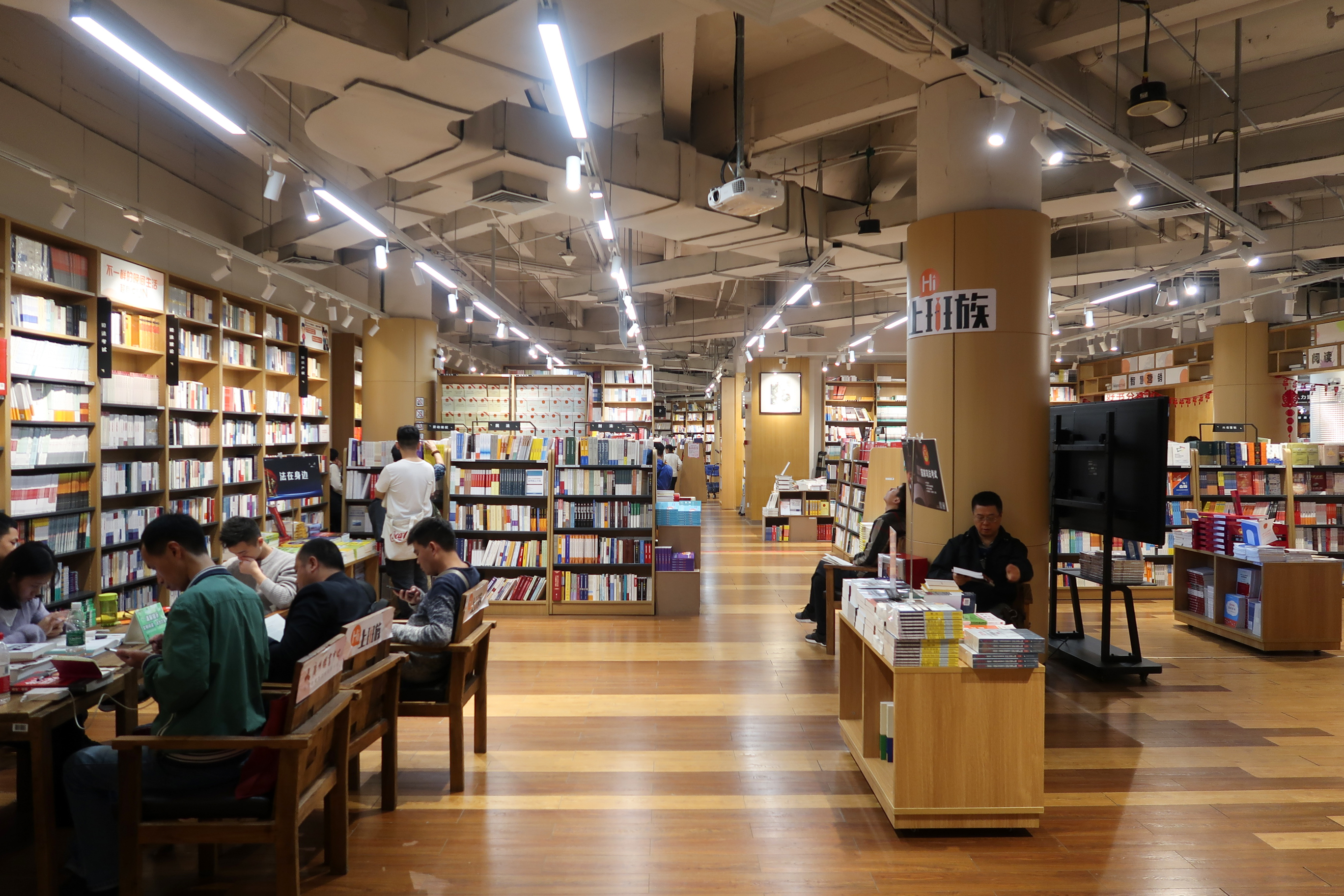
2樓
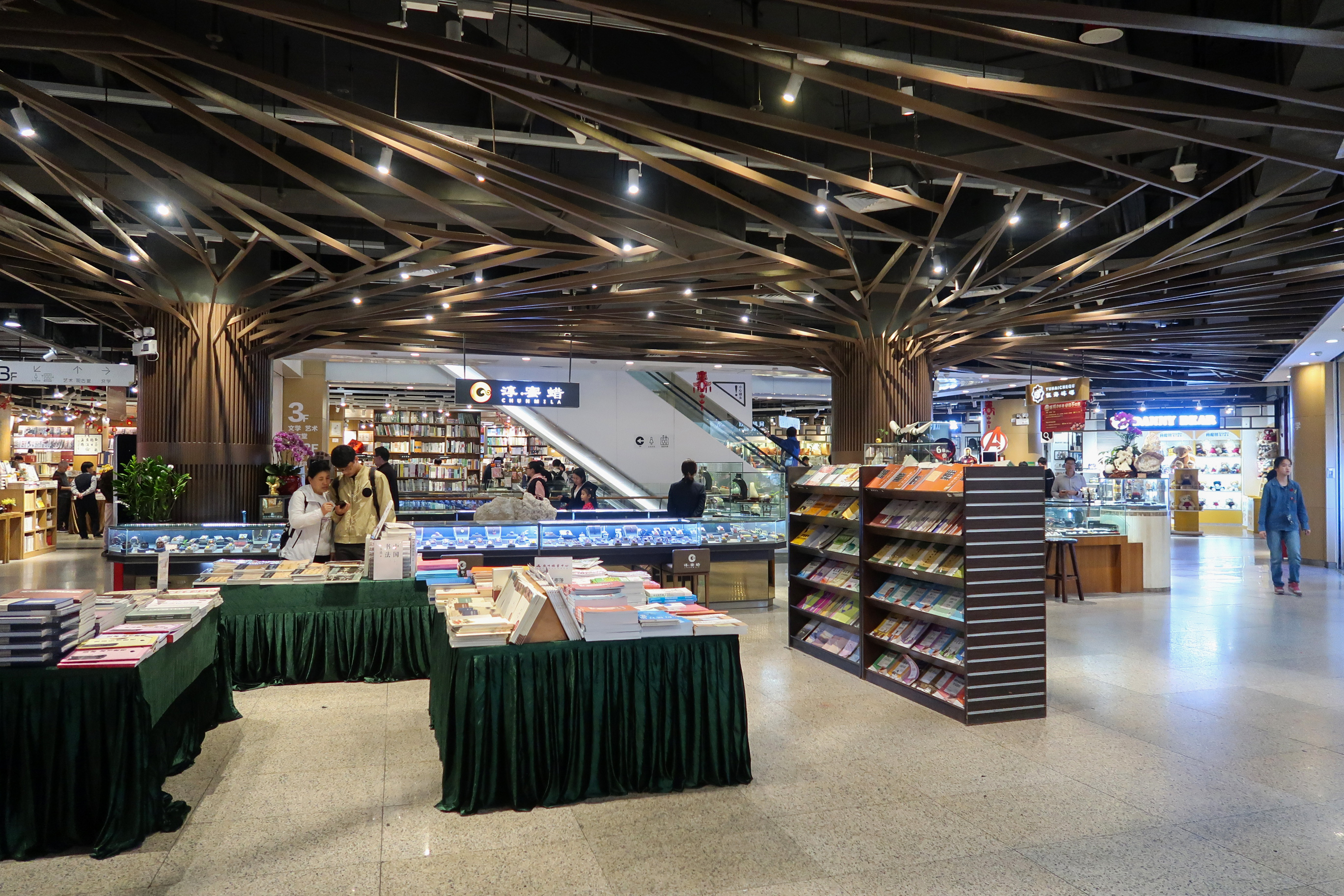
3樓
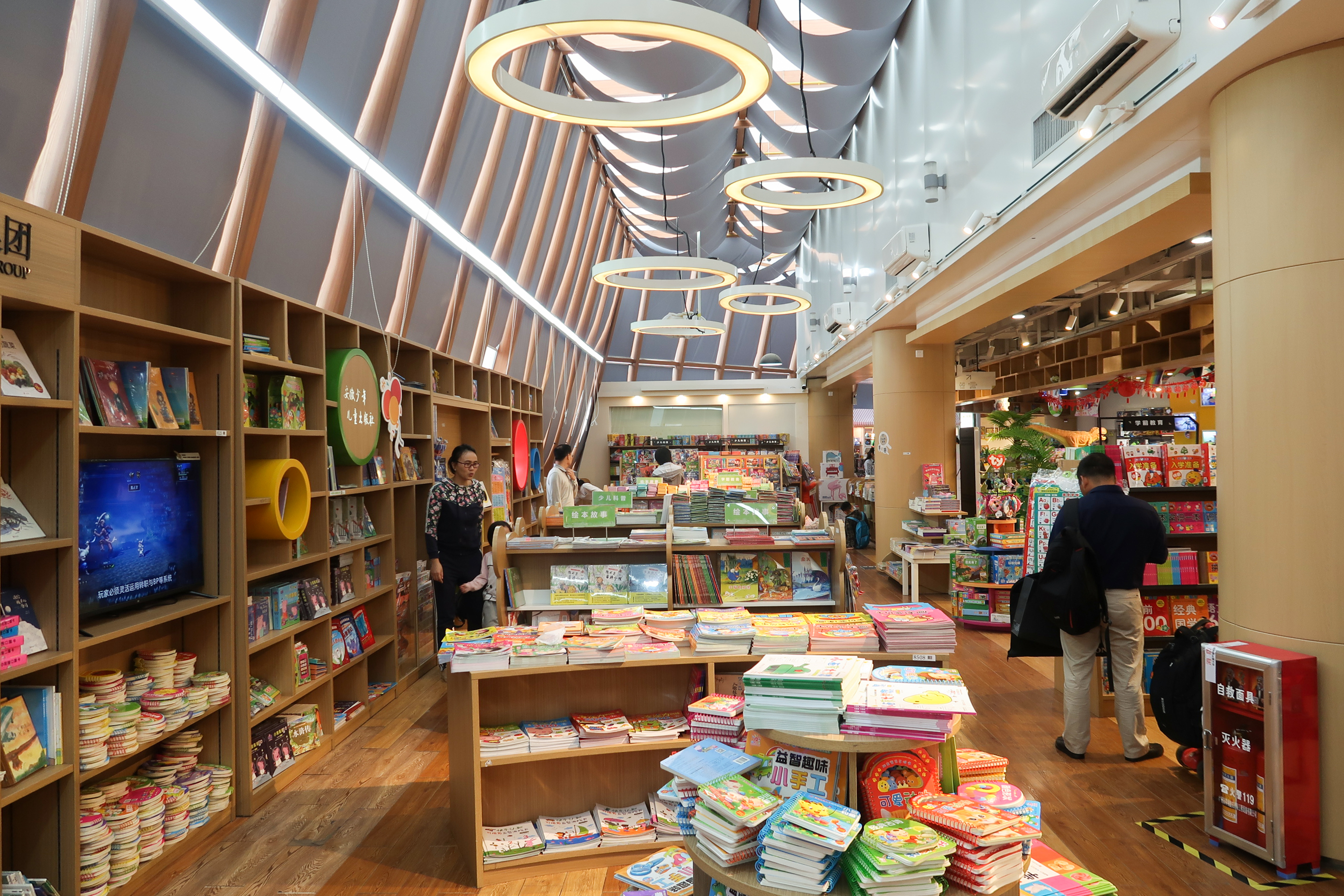
4樓
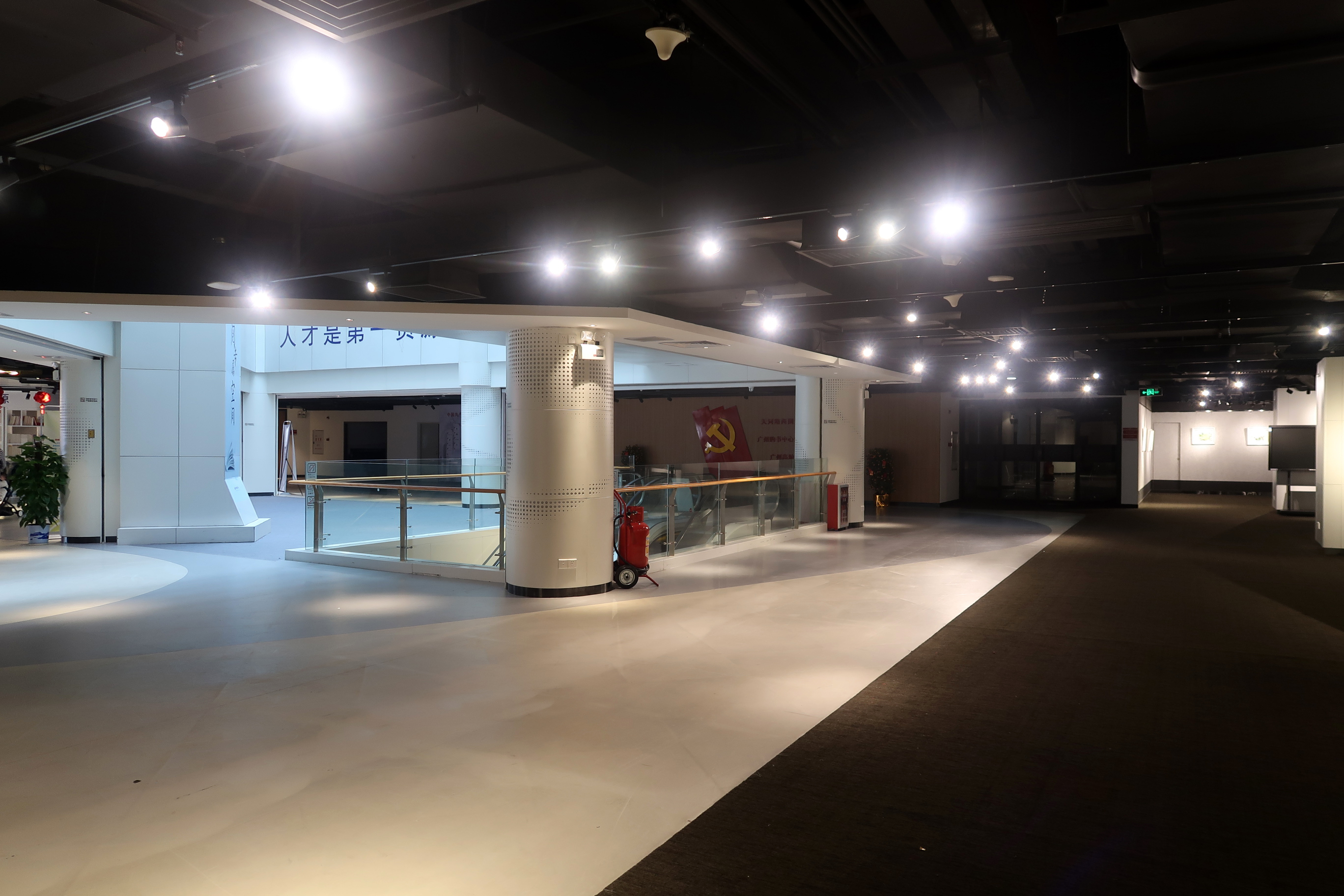
5樓

## 問題

### 業務類型
廣州購書中心雖然名為「購書中心」，但不僅各種與文化相關的專櫃逐漸增多，還開始經營電飯煲、電風扇等百貨。儘管購書中心官方稱圖書業務佔七成以上，仍有市民認為這會破壞書店氛圍，有使購書中心變成「購物中心」之嫌。有分析指出這是實體書店因網絡書店興起而衰落的表現。不過亦有觀點認為這是趨勢，例如台灣誠品書店就是圖書、百貨、服裝等混合經營的成功案例，只要不引入與文化無關的店舖，書店氛圍就不會受到太大影響。
2014年，省政协常委、广东开放大学副校长孙平为在省政协召开的座谈会上提到“购书中心卖服装让人痛心”後，「購書中心變賣場」的問題再次引發關注。有记者在购书中心随机采访了多名市民，有市民认为购书中心百货化影响了书香氛围，不过也有不少市民认为其经营业态多元化已经是发展的必然趋势，還有市民表示「衣服、运动器材等毫无艺术可言的商品最好不要出现在书店」。广东省流通业商业执行会长黄文杰指出，“转型或者早死，但不转一定等死”，尤其是对于书籍、电脑这些标准化程度高的商品，受到电商的冲击更是首当其冲。
裝修後的廣州購書中心再次面臨同樣的批評。对此，广购相关负责人解释，在本次转型升级后，“已对原先与文化关系不大的业务大幅削减，目前图书业务占的比例比以往更高。”该负责人还表示，转型升级后的广购“是打造学习、休闲、娱乐、体验等为一体的综合型文化生活中心”。

### 營業額下滑
2013年12月1日，经营9年多的深圳购书中心正式关门停业，其倒闭再次引发了公众对实体书店命运的关注。有记者寻访广州的实体书店，了解到近年来实体书店的经营状况每况愈下。广州购书中心办公室经理陈旭航也坦言购书中心的營業額首次出現下滑。廣州购书中心自开业19年来，以往每年的营业额都是上涨，但是2013年初开始，销售额出现了下降的情况，與前一年同期相比下降了5%~6%。

### “国企病”
在2014年9月28日广州购书中心正式谢客前一周，購書中心召開了一場新闻发布会。有媒體批評這場發布會「及时但不及格」，廣購方面多次迴避記者的提問。有記者追問购书中心近5年来的经营数据，广购方面说：“我们不是上市公司，很多账目不能和盘托出。”對此媒體指出，广购是国有企业，以其公共性为基础，公众有权监督。近年来，中国政府部门出台各种政策，旨在促进国企在信息披露方面保持透明度。而并非敏感行业的国有书店，其基本经营数据不该是“商业秘密”。

## 公共交通
- 廣州BRT：体育中心站
- 广州地铁1号线、3号线：体育西路站